# FONAFE
El Fondo Nacional de Financiamiento de la Actividad Empresarial del Estado, (Corporación FONAFE) es un  conglomerado empresarial perteneciente al estado peruano. Fundado en 1999, está integrado por 35 empresas públicas de sectores como la generación y distribución eléctrica; infraestructura y transporte; hidrocarburos; agua y saneamiento; financiero, entre otros. Al 2010, FONAFE estaba valorizado en 15,800 millones de dólares.

## Antecedentes
A inicios de la década de los noventa, las empresas públicas atravesaban una crisis que excedía el plano financiero y de gestión ya que su accionar estaba deslegitimado por la sociedad. Los significativos déficit registrados por las empresas estatales en los años previos a la reforma estaban siendo cubiertos en su mayor parte con financiamiento interno -el externo era virtualmente inaccesible como consecuencia de la crisis de la deuda externa de la década de los ochenta-, hecho que impulsó altos niveles inflacionarios. Dichos déficit de las empresas públicas estuvieron originados en gran parte por la utilización de estas como instrumentos para canalizar subsidios durante las décadas de los setenta y ochenta; las dificultades para acceder al mercado internacional de capitales, y la tendencia decreciente en los precios de muchos recursos naturales.
En la década del 90 el Estado contaba con más de 150 empresas de diferentes tamaños dedicadas a diversas actividades económicas y una gran institución que normaba y dirigía toda la actividad empresarial estatal. En ese momento se pensaba que las empresas públicas se creaban para atender las necesidades insatisfechas por los privados, pero con el paso del tiempo el Estado entendió que lo más eficiente era reducir el tamaño de las empresas. Es así que el 10 de septiembre de 1999 nace el Fondo Nacional de Financiamiento de la Actividad Empresarial del Estado, Corporación FONAFE.

## Organización
El Directorio está presidido por el ministro de Economía y Finanzas e integrado por los titulares de Transportes y Comunicaciones; Vivienda, Construcción y Saneamiento; Energía y Minas; el ministro a cuyo sector esté adscrito ProInversión; y, Presidencia del Consejo de Ministros.

### Directorio actual
- Presidente del Directorio, Ministro de Economía y Finanzas, (José Arista)
- Director, Presidente del Consejo de Ministros, (Gustavo Adrianzén)
- Director, Ministro de Transportes y Comunicaciones, (Raúl Pérez-Reyes)
- Director, Ministro de Vivienda, Construcción y Saneamiento, (Hania Pérez de Cuéllar)
- Director, Ministro de Energía y Minas, (Rómulo Mucho)

### Gerencia actual
- Directora Ejecutiva, Lorena Masías Quiroga
- Gerente Corporativo de Planeamiento y Control de Gestión, Héctor Pedro Buzaglo de Bracamonte
- Gerente Corporativo de Asuntos Legales, Mauricio Miguel Gustin De Olarte
- Gerente Corporativo de Servicios Compartidos, Alejandro José Reátegui Rodríguez
- Gerente de Desarrollo Corporativo (e), Giancarlo Agustín Arbocco Miranda